# Centro de Investigaciones de Historia y Estadística del Fútbol Español
El Centro de Investigaciones de Historia y Estadística del Fútbol Español (siglas Cihefe) es una asociación española dedicada al estudio de la historia del fútbol. Como miembro de la IFFHS declara ser la única reconocida en España por la FIFA y por la RFEF.
Su fundador es José del Olmo, actual responsable de Documentación Histórica de la IFFHS y vicepresidente de CIHEFE, quien el 1 de febrero de 1987 publicó una carta en el diario deportivo As dirigida a todos los aficionados a la historia del fútbol español para solicitar su colaboración en la creación de una asociación española análoga a la IFFHS que promoviera el estudio de la historia y la estadística del fútbol español. Desde ese año CIHEFE ha incorporado como socios a las más prestigiosas firmas españolas en el ámbito de la historia del fútbol. Actualmente tanto José del Olmo como Víctor Martínez Patón (presidente de CIHEFE) son miembros de la IFFHS.
Pero entre todos los miembros del CIHEFE ha destacado la figura de Félix Martialay, el mejor historiador del fútbol español, reconocido como tal por la propia Real Academia de la Historia. Vicepresidente del CIHEFE hasta su muerte, fue elegido por la junta directiva como presidente honorario el 10-9-2009.
Una de las principales aportaciones del CIHEFE es la publicación mensual en internet de la revista Cuadernos de Fútbol, primera revista digital española especializada en historia del fútbol, cuyo número 1 se publicó el 13 de julio de 2009.
Por otro lado el CIHEFE emite estudios y dictámenes que declara ser con frecuencia utilizados por la RFEF. El último dictamen de trascendencia, emitido a solicitud de la propia RFEF, versa sobre el torneo Copa España Libre.
Tras la reunión de la junta directiva del 1 de abril de 2020, los miembros de la junta directiva del CIHEFE son:
- Félix Martialay Martín-Sánchez (presidente honorario)
- Gustavo Bueno Martínez (socio de honor)
- Víctor Martínez Patón (presidente)
- José María del Olmo Rodríguez (vicepresidente primero)
- Eugenio Llamas García (vicepresidente segundo)
- Fernando Arrechea Rivas (secretario)
- José López Carreño (tesorero)
- Julio Jareño Pastor (vocal)
- Alfonso del Castillo Fernández (vocal)
- Vicente Martínez Calatrava (vocal)
- José Vicente Olmos Mico (vocal)

## El caso de la Copa España Libre
En el año 2007, a raíz de una proposición no de ley presentada por el Grupo Parlamentario Izquierda Unida-Iniciativa per Catalunya Verds dos años antes, el Congreso de los Diputados de España aprobó una Proposición no de ley en la que instaba a la Real Federación Española de Fútbol a estudiar la posible oficialidad del torneo Copa España Libre, una competición que tuvo lugar en 1937, durante la Guerra Civil, entre equipos que se encontraban en la zona republicana.
Sin embargo, y aunque dicho reconocimiento figuraba entre los puntos del orden del día de la asamblea anual de la RFEF, de marzo de 2008, la decisión fue aplazada. Finalmente, en la asamblea celebrada el 10 de julio de 2009, la Federación española acordó por amplia mayoría -132 votos en contra, ninguno a favor y dos abstenciones- rechazar la oficialidad del torneo. Esta decisión se tomó sobre la base de un informe elaborado, a petición de la propia RFEF, por el CIHEFE en el que se concluye que el torneo Copa España Libre fue una competición de carácter amistoso organizada por iniciativa del Valencia FC y, por tanto, no puede ser considerada oficial de ámbito estatal.